# Стельмах, Григорий Давыдович
Григорий Давыдович Стельмах (6 (19) января 1900 года, Николаев, Российская империя — 21 декабря 1942 года) — советский военный деятель, Генерал-майор.

## Начальная биография
Григорий Давыдович Стельмах родился 6 (19) января 1900 года в городе Николаев Херсонской губернии, в семье еврейского конторщика Давида Стельмаха.

## Военная служба

### Гражданская война
В 1919 году вступил в ряды РККА, в том же году вступил в РКП(б).
В годы Гражданской войны Григорий Стельмах в должности военкома артиллерийской батареи принимал участие в боях против белогвардейцев на Украине.

### Межвоенное время
С окончанием войны Стельмах служил на должностях помощника командира отдельной морской батареи, командира дивизиона береговой артиллерии.
В 1921 году закончил Одесские командные артиллерийские курсы, а в 1926 году — Военную академию имени М. В. Фрунзе.
В 1926 году был назначен на должность помощника командира отдельной артиллерийской бригады, в марте 1927 года — на должность начальника штаба 2-й артиллерийской дивизии.
В 1929 году окончил курсы усовершенствования высшего начсостава.
С 1929 по 1932 годы служил на должностях заместителя начальника отдела, начальника сектора управления штаба РККА, заместителя инспектора артиллерии РККА В. Д. Грендаля и заместителя начальника штаба управления боевой подготовки Сухопутных войск.
В декабре 1932 года был назначен на должность заместителя начальника штаба Особой Краснознамённой Дальневосточной армии.
С июня 1936 по 12 марта 1938 года командовал 12-й стрелковой дивизией.
Арестован 12 марта 1938 года. Обвинен в участии в военно-фашистском заговоре в РККА. Проходил по групповому делу вместе с другими высокопоставленными командирами ОКДВА, в том числе комдивами Я. З. Покусом и В. К. Васенцовичем и комбригами Н. И. Григорьевым и Ю. М. Шталем. Следствие вели сотрудники Особого отдела ОКДВА под руководством капитана госбезопасности Л. М. Хорошилкина. Фальсификация дела затянулась, в 1939 году следователи (в том числе и Хорошилкин) сами были арестованы и обвинены в фабрикации уголовных дел. В 1940 году дело, по которому проходил Стельмах, было прекращено, сам он был освобожден из тюрьмы 16 февраля 1940 года.
В мае 1940 года был назначен на должность старшего преподавателя Военной академии имени М. В. Фрунзе, а в июле — Военной академии Генерального штаба.

### Великая Отечественная война
Начало Великой Отечественной войны встретил в той же должности.
По поручению К. А. Мерецкова временно исполнял обязанности начальника штаба 7-й Отдельной армии. В своих воспоминаниях К. А. Мерецков писал:

«На должность начальника штаба я назначил прибывшего со мной комбрига Г. Д. Стельмаха, поручив ему […] вернуть всех сотрудников штаба, находившихся в Волховской группе; срочно организовать разведку противника перед всем фронтом армии; установить связь с соединениями и отдельно действующими отрядами; наладить получение информации снизу и от соседей и обеспечить передачу приказов и распоряжений. Я всецело положился на опыт этого, уже проверенного раньше командира. Он блестяще справился со своими обязанностями. Это был высокообразованный человек, хорошо знавший военное дело и отличавшийся личной храбростью».

В декабре 1941 года Стельмах был наконец переаттестован в генерал-майоры РККА и назначен на должность начальника штаба Волховского фронта.
С апреля по май 1942 года служил на должности помощника по формированию командующего Ленинградским фронтом М. С. Хозина
В мае 1942 года был повторно назначен на должность начальника штаба Волховского фронта.
В октябре 1942 года был переведён на Юго-Западный фронт на должность начальника штаба фронта. Руководил штабом при планировании боевых действий войск фронта и в ходе контрнаступления под Сталинградом.
Григорий Стельмах погиб 21 декабря 1942 года в ходе Среднедонской наступательной операции.
Захоронение находится в городе Калач, Воронежской области.

#### Обстоятельства гибели
Генерал-майор Зданович, Гавриил Станиславович вспоминал:

В тот день к моему НП на двух танках Т-34 прибыли начальник штаба Юго-Западного фронта генерал-майор Г. Д. Стельмах и начальник штаба 3-й гвардейской армии генерал-майор И. П. Крупенников. Они знали о положении дел на участке дивизии и дали ряд ценных советов. К сожалению, это была наша первая и последняя встреча. [...] на обратном пути им не удалось проскочить через населённый пункт, занятый гитлеровцами: Стельмах был убит, а Крупенников попал в плен...

## Звания
- Комбриг;
- Генерал-майор (27 декабря 1941 года)

## Награды
- Орден Красного Знамени (17.12.1941)
- Медаль «XX лет Рабоче-Крестьянской Красной Армии»

## Семья
Супруга Стельмах Ксения Дмитриевна.